# حكم ذاتي
الحكم الذاتي نظام سياسي وإداري واقتصادي يحصل فيه إقليم أو أقاليم من دولة على صلاحيات واسعة لتدبير شؤونها بما في ذلك انتخاب الحاكم والتمثيل في مجلس منتخب يضمن مصالح الأقاليم على قدم المساواة.
وبناء عليه تكون الفدرالية شكلا متقدما من أشكال الحكم الذاتي.
والحكم الذاتي نقيض للمركزية، حيث تحتاج الدول التي تمارسه إلى أن تتخلى سلطاتها المركزية عن جزء مهم من صلاحيات تدبير الأقاليم اقتصاديا وسياسيا واجتماعيا لتتم ممارسته على المستوى المحلي.
ونماذج الحكم الذاتي في العالم كثيرة متعددة. وحجم الصلاحيات التي تتمتع بها الولايات والأقاليم موضوع الحكم الذاتي يختلف من حالة لأخرى، ويخضع للتطور.

## نماذج الحكم الذاتي
يمارس الحكم الذاتي في كل قارات العالم. ويمكن القول إن معظم الدول ذات الساكنة الكبيرة تطبق الحكم الذاتي جزئيا أو كليا.
وفي ما يلي تفاصيل عن نماذج من تطبيقات الحكم الذاتي:

### الدول الفدرالية الرسمية
تطبق كل الدول الفدرالية الحكم الذاتي، وهو يشكل أساس النظام الفدرالي. والدول التي تعتمد النظام الفدرالي بشكل رسمي منصوص عليه في دساتيرها هي المضمنة في الجدول التالي:

المناطق التي تتمتع بحكم ذاتي في إسبانيا

| فدرالية                   | وحدات فدرالية                               | وحدات فدرالية رئيسية                                                                                | وحدات فدرالية أصغر                  |  |
| ------------------------- | ------------------------------------------- | --------------------------------------------------------------------------------------------------- | ----------------------------------- |  |
| الأرجنتين                 | أقاليم الأرجنتين                            | 23 إقليم                                                                                            | 1 منطقة فدرالية                     |  |
| أستراليا                  | ولايات وأراضي أستراليا                      | 6 ولايات                                                                                            |                                     |  |
| النمسا                    | ولايات النمسا                               | 9 لاندر أوبوندسلاندر                                                                                |                                     |  |
| بلجيكا                    | منطقتان لغويتان                             | |                                     |  |
| البوسنة والهرسك           |                                             | 2 وحدات(واحدة منها فدرالية بنفسها تتكون من 10 كانتونات                                              | 1 منطقة                             |  |
| البرازيل                  | ولايات البرازيل                             | 26 ولاية                                                                                            | 1 منطقة فدرالية و 5,561 بلدية       |  |
| كندا                      | مقاطعات وأقاليم كندا                        | 10 أقاليم                                                                                           | 3 أراض                              |  |
| جزر القمر                 |                                             | 3 جزر                                                                                               |                                     |  |
| إثيوبيا                   | أقاليم إثيوبيا                              | 9 أقاليم                                                                                            | 2 مدينتان فدراليتان                 |  |
| ألمانيا                   | ولايات ألمانيا                              | 16 لاندر أو بندسلاندر                                                                               |                                     |  |
| جمهورية الهند             | ولايات وأراضي الهند                         | 28 ولاية                                                                                            | 7 مناطق إتحادية بينها منطقة العاصمة |  |
| العراق                    | محافظات العراق                              | 18 محافظة وإقليم كردستان ذو الحكم الذاتي                                                            |                                     |  |
| ماليزيا                   | ولايات ماليزيا                              | 13 ولاية                                                                                            | 3 أراض فدرالية                      |  |
| المكسيك                   | ولايات المكسيك                              | 31 ولاية                                                                                            | 1 منطقة فدرالية                     |  |
| ولايات ميكرونيسيا المتحدة |                                             | 4 ولايات                                                                                            |                                     |  |
| نيجيريا                   | ولايات نيجيريا                              | 36 ولاية                                                                                            | 1 منطقة                             |  |
| باكستان                   | أقاليم وأراضي باكستان                       | 4 أقاليم                                                                                            | 4 أراض فدرالية ضمنها منطقة العاصمة  |  |
| الاتحاد الروسي            | أراضي روسيا الفدرالية                       | 21 جمهوريات, 46 أوبلاست, 9 كرايس, 1 ذاتية الحكم أوبلاست, 4 بحكم ذاتي أكروغس, 2 مدن على مستوى فدرالي |                                     |  |
| سانت كيتس ونيفيس          | جزر ساينت كيتس ونيفيس                       | 2 جزيرتان/14 باريش                                                                                  |                                     |  |
| السودان                   | ولايات السودان                              | 25 ولاية                                                                                            |                                     |  |
| سويسرا                    | كانتونات سويسرا                             | 26 كانتون                                                                                           |                                     |  |
| الإمارات العربية المتحدة  | إمارات الإمارات العربية المتحدة             | 7 إمارات                                                                                            |                                     |  |
| الولايات المتحدة          | ولايات الولايات المتحدة الأميركية: 50 ولاية | 50 ولاية                                                                                            | 1 منطقة فدرالية; 14 أراض فدرالية    |  |
| فنزويلا                   | ولايات فنزويلا                              | 23 ولاية                                                                                            | 1 منطقة فدرالية, 1 تبعية فدرالية    |  |

### دول فدرالية بحكم الواقع
وهذه الدول تطبق أشكالا متعددة من الحكم الذاتي. ورغم رفض البعض الحاسم للقول بأن هذه الدول فدراليات بحجة أن الصلاحيات التي تتمتع بها الأقاليم هي صلاحيات ممنوحة من السلطة المركزية وقابلة للاستعادة أو التعديل، فإن الواقع يبين أن الصلاحيات التي تتمتع بها بعض أقاليم هذه الدول هونغ كونغ على سبيل المثال، تفوق مثيلاتها لدى ولايات أعرق الفدراليات.

#### إسبانيا
تقترح إسبانيا كدولة فدرالية بحكم الواقع رغم أن قوانينها التأسيسية لا تنص على ذلك، باعتبار كونها تمنح أقاليمها ذاتية الحكم الصلاحيات ذاتها التي تتوفر عليها الأجزاء المكونة للفدراليات. واحتمال أن يسحب البرلمان الإسباني الحكم الذاتي عن أقاليم مثل غاليثيا، كتالونيا أو إقليم الباسك أمر شبه مستحيل سياسيا، مع أنه لا شيء يمنع منه قانونيا. إضافة إلى ذلك فإن جهات مثل نافارا وإقليم الباسك تتمتع بصلاحيات كاملة على الضرائب والإنفاق، وتحول جزءا صغيرا منها إلى الحكومة المركزية مقابل الخدمات العمومية (الجيش، العلاقات الخارجية، والسياسات الماكرو اقتصادية). ويشير فقيه قانوني إلى «الطبيعة الفدرالية للحكومة الإسبانية (كاتجاه لا يمكن لأي كان إنكاره).» وكل إقليم ذاتي الحكم يحكم قانون حكم ذاتي تبعا لدستور إسبانيا لسنة 1978.

#### جمهورية الصين الشعبية
تطورت الصين الشعبية كفدرالية بحكم الواقع بدون قانون رسمي ينص على ذلك. وقد حدث ذلك عن طريق منح صلاحيات واسعة للأقاليم بطريقة غير رسمية، للتعامل مع القضايا الاقتصادية ولتطبيق السياسات الوطنية. وهو ما أنتج ما يسميه البعض «فدرالية بحكم الواقع وبخصائص صينية» (في إشارة إلى سياسات دنغ شياو بينغ الشيوعية بخصائص صينية) ودستوريا، تم منح صلاحيات الأقاليم ذات الإدارة الخاصة من جمهورية الصين الشعبية عن طريق قرار من مجلس نواب الشعب.

### دول تطبق الحكم الذاتي من غير الفدراليات
لتحديد مدى تطبيق دولة للحكم الذاتي، يمكن اعتماد المعيارين التاليين:
- توفر الأقاليم على برلمانات منتخبة خاصة بها
- انتخاب حاكم الإقليم بدل تعيينه من طرف السلطة المركزية
والدول التي تستجيب لهذا المعيار هي:
جنوب أفريقيا: تتكون من تسعة أقاليم تتوفر على برلمانات تمتلك الصلاحيات التالية:
- وضع وتعديل دستور للإقليم
- وضع تشريعات للإقليم في إطار الصلاحيات التي يحددها الدستور الوطني
ويمثل كل إقليم 10 مندوبين في الغرفة العليا من مجلس النواب المسماة مجلس الأقاليم.
وينتخب برلمان الإقليم من بين أعضائه وزيرا أول يكون بمثابة حاكم للإقليم، ويمارس صلاحيات تنفيذية واسعة في حدود إقليمه.
| الدولة          | التقسيم الإداري | الأراضي التابعة | صلاحيات الإقليم |
| --------------- | --------------- | --------------- | --------------- |
| جنوب أفريقيا    | 12 إقليم        |                 |                 |
| المملكة المتحدة |                 |                 |                 |